# The Ashes 1893
Il The Ashes 1893 è stata la 10ª edizione del prestigioso The Ashes di cricket. La serie di 3 partite si è disputata in Inghilterra tra 17 luglio e il 26 agosto 1893.
La vittoria è andata alla selezione inglese, che ha vinto per 1-0.

## Viaggio e preparativi
La squadra australiana di cricket disputò 31 partite di prima classe in Inghilterra nel 1893, tra cui tre partite di Test. Una di queste partite di prima classe si svolse contro una selezione combinata delle università di Oxford e università di Cambridge a Portsmouth. Nel loro primo inning, gli australiani totalizzarono 843 punti, con otto dei loro battitori che raggiunsero il traguardo dei 50 punti. Questo rappresenta l'unico caso documentato nel cricket di prima classe in cui otto giocatori segnano un mezzo centone nello stesso inning.
Come accaduto nelle precedenti tournée in Inghilterra, la squadra australiana fece tappa a Colombo, dove il 5 aprile giocò una partita contro una selezione di Ceylon, che si concluse in pareggio.

## Risultati

### Test 1
| 17-19 luglio Referto |

| Inghilterra         | v | Australia         |
| 334 (125 overs)     |   | 269 (114.1 overs) |
| 234/8 (116.4 overs) |   |                   |

- Inghilterra vince il sorteggio e decide di battere

### Test 2
| 14-16 agosto Referto |

| Inghilterra     | v | Australia            |
| 483 (187 overs) |   | 91 (37.3 overs)      |
|                 |   | 349 (f/o) (98 overs) |

- Inghilterra vince il sorteggio e decide di battere

### Test 3
| 24-26 agosto Referto |

| Australia        | v | Inghilterra       |
| 204 (96.4 overs) |   | 243 (140.2 overs) |
| 236 (95.3 overs) |   | 118/4 (63 overs)  |

- Australia vince il sorteggio e decide di battere